# Theodor Thiele
Theodor Thiele (* 7. Februar 1906 in Magdeburg; † 16. Dezember 1974 in Berlin) war ein deutscher sozialistischer Politiker (SPD).

## Leben
Vom Beruf Werkzeugmacher wurde Thiele 1920 Mitglied der Sozialistischen Arbeiter Jugend (SAJ) und 1928 Mitglied der SPD. Er zog von Magdeburg nach Berlin und wurde Vorsitzender der SAJ im Bezirk Wedding. Da ihm der sozialdemokratische Widerstand gegen den aufkommenden Nationalsozialismus zu schwach erschien, stieß er zur marxistischen Untergrundgruppe Neu Beginnen. Die SPD schloss ihn mit anderen Kadern von Neu Beginnen 1933 aus der Partei aus. Nach dem Verbot der SPD gehörte er zum engeren Führungskreis von Neu-Beginnen in Berlin (Deckname „Mielenz“). 1936 wurde Thiele festgenommen und ins Konzentrationslager Columbiadamm-Berlin eingeliefert. Er verbrachte ein Jahr in Untersuchungshaft und wurde schließlich zu eineinhalb Jahren Gefängnis verurteilt.
Nach der Befreiung vom Nationalsozialismus war Thiele wieder in der SPD aktiv. Er gehörte anfangs linkssozialistischen Kreisen an. So arbeitete er in einer Gruppe von Neu-Beginnen-Kadern um Robert Havemann, die versuchte, sowohl in SED und SPD Einfluss zu gewinnen.
Thiele machte schnell in der West-Berliner SPD Karriere. Mit anderen führenden Sozialdemokraten, die er aus der Zeit von Neu Beginnen kannte, verstand er sich ausdrücklich als Teil des rechten Parteiflügels.
Thiele wurde Kreisvorsitzender im Bezirk Wedding und Mitglied des Parteivorstands der Berliner SPD. Von 1946 bis 1962 war er Sekretär beim Landesverband Berlin, danach von 1963 bis 1965 stellvertretender SPD-Landesvorsitzender. In der SPD-Spitze war er der Vertrauensmann des Chefs des Ostbüros der SPD Stefan Neumann. In den 1950er und 1960er Jahren war er Mitglied der Parteischiedskommission der SPD. Thiele gehörte dem Abgeordnetenhaus von Berlin von 1955 bis 1960 an und war später Bezirksstadtrat für Sozialwesen im Bezirk Steglitz. In den 1960er Jahren leitete er das Büro für Gesamtberliner Fragen, das zum Geschäftsbereich des Regierenden Bürgermeisters gehörte.